# 624 (číslo)
Šest set dvacet čtyři je přirozené číslo. Následuje po čísle šest set dvacet tři a předchází číslu šest set dvacet pět. Římskými číslicemi se zapisuje DCXXIV a řeckými číslicemi χκδ.

## Matematika
624 je:
- Abundantní číslo
- Složené číslo
- Nešťastné číslo

## Astronomie
- (624) Hektor je planetka ze skupiny Trojánů, kterou objevil v roce 1907 August Kopff

## Roky
- 624
- 624 př. n. l.